# مطثية حمض اليوريك
مطثية حمض اليوريك (الاسم العلمي: Clostridium acidurici) هي نوع من البكتيريا يتبع جنس المطثية من الفصيلة المطثاوية.